# Narvik Sirkhayev
 Narvik Zagidin oğlu Sırxayev (Makhachkala, 16 de março de 1974) é um ex-futebolista azerbaijano nascido na atual Rússia.
Jogou a maior parte da carreira em duas equipes: o Dínamo e o Anzhi Makhachkala, as equipes de sua cidade natal.
Sırxayev, que atuou também por Lokomotiv, Moscou e Terek, encerrou a carreira em 2008, no Olimpik Baku.
Sırxayev atuou também pela Seleção Azeri de Futebol. 
Nos tempos de URSS, seu nome era russificado para em Narvik Zagidinovich Sirkhayev (Нарвик Загидинович Сирхаев, em russo).